# De nieuwe Schouburg der Nederlantsche Kunstschilders en Schilderessen

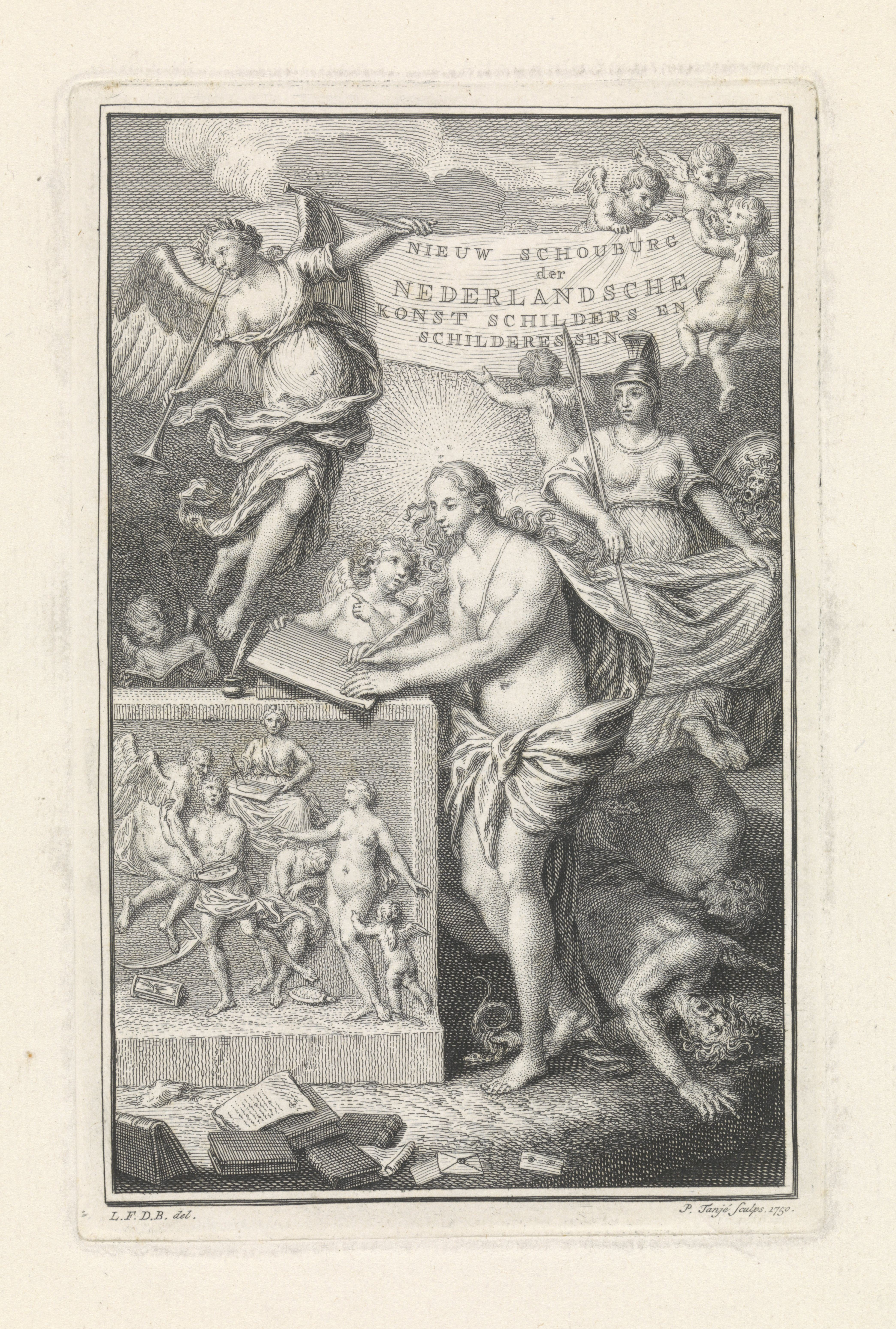
Titelpagina De nieuwe schouburg (1750)

De nieuwe Schouburg der Nederlantsche Kunstschilders en Schilderessen is een boek (twee delen) met kunstenaarsbiografieen, geschreven door Jan van Gool, uitgegeven in Den Haag 1750-1751.
De volledige titel luidt: De Nieuwe Schouburg der Nederlantsche kunstschilders en schilderessen: Waer in de Levens- en Kunstbedryven der tans levende en reets overleedene Schilders, die van Houbraken, noch eenig ander schryver, zyn aengeteekend, verhaelt worden. (Den Haag, 1750). Dit boek was bedoeld als een update van de originele "Schouwburg" geschreven door Arnold Houbraken met wie hij bevriend was. Het driedelige Schouburg is geordend op geboortejaar, eindigend met Adriaen van der Werff, geboren in 1659.
Net als Houbraken voor hem, begint hij zijn boek met een eerbetoon aan zijn voorgangers, met name Karel van Mander en aan Houbraken zelf, waarbij hij echter opmerkt dat Houbraken verschillende beledigende opmerkingen in zijn tekst heeft opgenomen die volgens hem niet nodig waren. Hij start met kunstenaars die Houbraken heeft weggelaten. Hij begint met twee Haagse schilders, Jan van Ravensteyn en Adriaen Hanneman. Vervolgens schreef hij korte schetsen in volgorde van geboortejaar tot 1680, en eindigt deel I met Gerard Jan Palthe. Deel II gaat verder vanaf 1680 met Jan van Huysum en sluit af in 1700 met de broers Bernard en Matthijs Accama.

## Lijst van schilders in deel I
- Jan Antonisz. van Ravesteyn		 p. 15
- Cornelis Janssens van Ceulen		 p. 22
- Adriaen Hanneman		 p. 24
- Martinus Lengele		 p. 30
- Arnold van Ravesteyn		 p. 31
- Isaac Koedijck		 p. 36
- Jan Potheuck		 p. 36
- Abraham Lambertsz van den Tempel		 p. 37
- Jan Goedart		 p. 41
- Willem Eversdijck		 p. 43
- Cornelis Eversdyk		 p. 43
- Theodor van der Schuer		 p. 44
- Willem Doudijns		 p. 51
- Nikolaes Wieling		 p. 58
- Herman Verelst		 p. 59
- Pieter Hermansz. Verelst		 p. 59
- Simon Pietersz. Verelst		 p. 59
- Adriaen Cornelisz. Beeldemaker		 p. 63
- Franciscus Carree		 p. 64
- Johan le Ducq		 p. 65
- Marcus de Bye		 p. 67
- Daniël Haring		 p. 69
- Daniel Mijtens		 p. 71
- Jan Weenix		 p. 79
- Robbert Duval		 p. 83
- Johannes Vollevens		 p. 89
- Antoon Schoonjans		 p. 94

- Jan Mortel		 p. 99
- Abraham Begeyn		 p. 100
- Elias Terwesten		 p. 102
- Theodoor Visscher		 p. 104
- Cornelis de Bruijn		 p. 112
- Jan van Call		 p. 117
- Jan Frans van Bloemen		 p. 121
- Pieter van Bloemen		 p. 122
- Hendrik Carré		 p. 122
- Michiel Carree		 p. 125
- Frank Pieterse Verheyden		 p. 127
- Arnold Houbraken		 p. 131
- N. Bodekker		 p. 147
- Jillis de Winter		 p. 150
- Jan Fielius		 p. 151
- Jacobus van der Sluis		 p. 151
- Bonaventura van Overbeek		 p. 154
- Theodorus Netscher		 p. 172
- Willem van Mieris		 p. 191
- Nikolaes Hooft		 p. 204
- Matheus de Meele		 p. 207
- Rachel Ruysch		 p. 210
- Matthijs Pool		 p. 234
- Pieter van der Werff		 p. 234
- Albert van Spiers		 p. 242
- Ottmar Elliger		 p. 243
- Herman Henstenburgh		 p. 248
- Elias van Nymeegen		 p. 256
- Kaspares Petro Verbruggen		 p. 264
- Theodor van Pee		 p. 272

- Adam Silo		 p. 287
- Frans Beeldemaker		 p. 289
- Jan Hendrik Brandon		 p. 293
- Arnold Boonen		 p. 294
- Jaques Parmantio		 p. 294
- Mattheus Terwesten		 p. 309
- Carel Borchaert Voet		 p. 329
- Alexander van Gaelen		 p. 340
- N. Cramer		 p. 341
- Jacob Christoph Le Blon		 p. 342
- Isaac de Moucheron		 p. 362
- Constantijn Netscher		 p. 367
- R. Bleek		 p. 374
- Gerard Rademaker		 p. 378
- Gerard Wigmana		 p. 386
- Nicolaas Verkolje		 p. 392
- Abraham Rademaker		 p. 403
- Anselmus Weeling		 p. 409
- Dirk Kint		 p. 413
- Jasper Boonen		 p. 414
- Margaretha Wulfraet		 p. 415
- Pieter Hardimé		 p. 418
- Simon Hardimé		 p. 418
- Jan Serin		 p. 423
- Coenraedt Roepel		 p. 426
- Jacob Campo Weyerman		 p. 434
- Philip van Dijk		 p. 440
- Henrik van Limborch		 p. 448
- Jan Palthe		 p. 370
- Gerard Jan Palthe		 p. 469

## Lijst van schilders in deel II
- Jan van Huijsum		 p. 13
- Justus van Huijsum		 p. 30
- Jacob van Huijsum		 p. 30
- Margaretha Haverman		 p. 32
- Hendrik Hulst		 p. 32
- Herman van der Mijn		 p. 34
- Frans Dekker		 p. 49
- Wilhelmus Troost		 p. 50
- Jacoba Maria van Nickelen		 p. 52
- Matthijs Balen		 p. 55
- Abraham Torenvlied		 p. 57
- Johannes Vollevens II		 p. 57
- Balthasar Denner		 p. 62
- Jacques Ignatius de Roore		 p. 86
- Isaak Walraven		 p. 116
- Hieronimus van der My		 p. 129
- Jan Maurits Quinkhard		 p. 130
- Dirk Dalens		 p. 134
- Bartholomeus Douven		 p. 136
- N. Anchilus		 p. 138
- Robbert Griffier		 p. 140
- Johannes Vogelsang		 p. 143
- Francis Vergh		 p. 145
- Frans van Mieris de Oudere		 p. 147
- Jan Abel Wassenberg		 p. 152
- Antoni de Waerd		 p. 157
- Jacob Appel		 p. 158
- Pieter van Call		 p. 165
- Jan van Call		 p. 168
- Jan Wandelaer		 p. 169
- Henriëtta van Pee		 p. 179
- Harmanus Wolters		 p. 191
- Cornelis Pronk		 p. 193
- Abraham de Haen		 p. 198
- Jan de Beijer		 p. 199
- Louis Fabricius Dubourg		 p. 200
- Gerard Melder		 p. 205

- Adriaen van der Burg		 p. 212
- Abraham Carré		 p. 215
- Hendrik Carré II		 p. 217
- Johannes Carré		 p. 218
- Jacob de Wit		 p. 218
- Jacob van Liender		 p. 238
- Theodoor Hartzoeker		 p. 239
- Cornelis Troost		 p. 241
- Sara Troost		 p. 252
- Louis de Moni		 p. 259
- Leonard François Louis		 p. 262
- Johan Hendrik Keller		 p. 266
- Engel Sam		 p. 273
- Johan Graham		 p. 276
- Mattheus Verheyden		 p. 278
- Jan George Freezen		 p. 297
- Antoni Elliger		 p. 301
- Christina Maria Elliger		 p. 303
- Gerard Sanders		 p. 304
- Johannes Antiquus		 p. 307
- Dionys van Nymegen		 p. 318
- Andreas van der Myn		 p. 321
- Cornelia van der Mijn		 p. 321
- Gerard van der Myn		 p. 321
- Frans van der Mijn		 p. 322
- George van der Mijn		 p. 326
- Robbert van der Myn		 p. 326
- Herman Diederik Cuipers		 p. 327
- Pierre Lyonnet		 p. 330
- Kornelis Greenwood		 p. 338
- Aert Schouman		 p. 346
- Tibout Regters		 p. 353
- Augustinus Terwesten		 p. 355
- Jan Verbruggen		 p. 358
- Arnout Rentinck		 p. 361
- Jan ten Compe		 p. 364
- Ludolf Bakhuizen		 p. 366

- Hendrik de Winter		 p. 369
- Jan Palthe		 p. 370
- Jacobus Buys		 p. 372
- Nikolaes Reyers		 p. 372
- Hendrik Pothoven		 p. 374
- Adriaen van der Werff		 p. 376
- Huchtenburg		 p. 410
- Gerard Hoet		 p. 415
- Carel de Moor		 p. 422
- Roelof Koets		 p. 438
- Nicolaas Piemont		 p. 441
- Jan van Mieris		 p. 442
- Jan Boeckhorst		 p. 450
- Domenicus van Wijnen		 p. 451
- Dionys Godyn		 p. 454
- Nikolaes van Ravestein		 p. 455
- Isaak van der Vinne		 p. 455
- Jan Vincentsz van der Vinne		 p. 455
- Cornelis Dusart		 p. 457
- Jan Vermeer van Utrecht		 p. 460
- Norbert van Bloemen		 p. 463
- Abraham Brueghel		 p. 463
- Jan Batist Breugel		 p. 464
- N. de Winter		 p. 465
- Jacomo van Staveren		 p. 466
- Jacobus de Baen		 p. 466
- Jan Adriaensz van Staveren		 p. 466
- Dirk Valkenburg		 p. 477
- Jacob Ochtervelt		 p. 488
- S. van der Hoog		 p. 489
- Meindert Hobbema		 p. 490
- Jan Wijnants		 p. 490
- J. Fournier		 p. 492
- Bernard Accama		 p. 493
- Matthijs Accama		 p. 493